# Curtiss No. 1

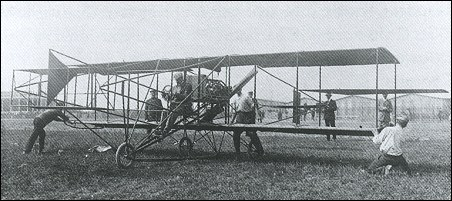
„Złoty lotnik”

Curtiss No. 1 – pierwszy samolot zbudowany i zaprojektowany przez Glena Curtissa w 1909, a zarazem pierwszy amerykański samolot zbudowany na zamówienie prywatnej organizacji.  W 1909 samolot zdobył Scientific American Trophy pokonując trasę o długości 25 kilometrów.  Tuż po ustanowieniu tego rekordu samolot uległ poważnemu wypadkowi, nie został naprawiony, a na jego podstawie zaprojektowano i zbudowano ulepszony Curtiss-Herring No. 1

## Tło historyczne
W 1907 Glenn Curtiss przystąpił do stowarzyszenia Aerial Experimental Association (AEA) którego zadaniem było zaprojektowania i skonstruowanie „praktycznego aeroplanu z własnym napędem mechanicznym i będącego w stanie udźwignąć człowieka”.  W ramach pracy stowarzyszenia w latach 1907-09 zaprojektowano i zbudowano między innymi cztery udane samoloty i duży latawiec skrzynkowy będący w stanie udźwignąć człowieka.  Późniejsze kontrowersje i procesy sądowe braci Wright dotyczące metod sterowania samolotów pochodzą między innymi z okresu istnienia AEA kiedy to Curtiss odwiedził braci Wright pragnąc sprzedać im jeden ze swoim silników.  Bracia Wright uważali, że Curtiss przybył do nich na przeszpiegi pragnąc dowiedzieć się jak najwięcej na temat budowanych przez nich samolotów.  Wiedza i doświadczenie zdobyte przez Curtissa zaowocowały jego pierwszymi, własnymi i samodzielnymi konstrukcjami które powstały w 1909 przy pełnej wiedzy i aprobacie AEA.
Jeszcze przed planowym samorozwiązaniu AEA 31 marca 1909 Curtiss rozpoczął projektowanie i budowanie własnych samolotów w jego zakładach G. H. Curtiss Manufacturing Companyw Hammondsport.  4 marca 1909 Curtiss zawiązał spółkę z Augustusem Herringiem.  Herring był jednym z najbardziej znanych ówczesnych pionierów awiacji który co prawda nie miał praktycznie żadnych uznawanych osiągnięć ale posiadał za to znakomitą reputację.  Jedynym wkładem Herringa do spółki miały być rzekomo posiadane przez niego patenty które miały pomóc Curtissowi w nadchodzącej batalii sądowej z braćmi Wright, ale w rzeczywistości Herring nie wniósł do spółki praktycznie nic.  Choć sama spółka została wkrótce rozwiązana to związane z nią sprawy sądowe towarzyszyły Curtissowi aż do jego śmierci w 1930.

## Historia samolotu
Pierwszym samolotem całkowicie zaprojektowanym i zbudowanym przez Curtissa był Curtiss No. 1 zamówiony przez New York Aeronautical Society.  „Złoty lotnik” był pierwszym amerykańskim samolotem cywilnym zbudowanym na zamówienie i sprzedanym prywatnemu właściwielowi.  Samolot został zamówiony 2 marca 1909, zapłacono za niego pięć tysięcy dolarów (około 128 tysięcy dolarów według współczesnych cen), w co wliczone były lekcje pilotażu dla dwóch członków stowarzyszenia.  No. 1 był zbudowany już po zawiązaniu spółki z Herringiem ale nie był wliczony do inwentarza tej spółki i nie był oznaczony nazwiskiem Herringa.  Samolot był początkowo znany nieoficjalnie jako Golden Bug („Złoty robak”) z powodu złotawego odcienia lakieru który go pokrywał, w późniejszym czasie został oficjalnie nazwany Golden Flyer („Złoty lotnik”).
Samolot mierzył 33,5 stóp długości, a jego skrzydła miały 28,75 stóp szerokości (odpowiednio 10,2 i 8,8 m).  Masa własna konstrukcji wynosiła 550 funtów (250 kg), samolot napędzany był czterocylindrowym silnikiem spalinowym Curtissa o mocy 25 KM.  Prędkość maksymalna samolotu wynosiła około 45 mil na godzinę (72 km/h).  Szkielet samolot skonstruowany był z bambusa, powierzchnie nośne i sterowe były pokryte płótnem.
W lipcu 1909 pilotowany przez Curtissa samolot zdobył Scientific American Trophy (było to drugie zwycięstwo Curtissa z rzędu), główną nagroda wynosiła dziesięć tysięcy dolarów.  Aby zdobyć nagrodę „Scientific American” samolot musiał pokonać trasę o długości 25 kilometrów.
16 lipca Curtiss odbył próbny lot w czasie którego przeleciał prawie cały wymagany dystans ale do oficjalnej próby pokonania dwudziestu pięciu kilometrów przystąpił dzień później.  Na pierwszy, krótki lot w tym dniu wystartował o 5:15 rano, lot trwał tylko dwie minuty ale wystarczył do zdobycia nagrody Cortlandt Field Bishop za jednokilometrowy lot dokonany przez amerykańskiego lotnika (nagroda wynosiła 250 dolarów).  W kilka minut później Curtiss wystartował do drugiego lotu, pomimo wczesnej godziny na lotnisku i w jego okolicach przebywało około trzech tysięcy widzów.  Samolot wystartował o 5:23:16 i pod okiem oficjalnej komisji „Scientific American” rozpoczął pokonywanie specjalnie wyznaczonej, zamkniętej trasy.  Aby zdobyć nagrodę samolot musiał pokonać wyznaczoną przez chorągiewki, trójkątną trasę dwanaście razy co Curtissowi udało się dokonać bez żadnego problemu.  Kontynuował on lot jeszcze po dwunastym okrążeniu, łącznie przebywając w powietrzu 46,4 km w 52 minuty.
Konstrukcja Curtissa została oceniona bardzo pozytywnie i z pomocą Aeronautic Society, Curtiss zgłosił ten samolot do międzynarodowego konkursu lotniczego którym miał odbyć się z Reims we Francji.  Na miesiąc przed zawodami, pilotowany przez niedoświadczonego pilota Flyer uległ poważnemu wypadkowi ciężko uderzając w ziemię spadają z wysokości około dziesięciu metrów. Curtiss zdecydował nie odbudowywać samolotu ale zaprojektował i zbudował wówczas nową konstrukcję znaną jako Reims Racer lub Curtiss-Herring No. 1.
Współcześnie w Cradle Of Aviation Museum znajduje się replika tego samolotu